# Donkerbruine schreeuwuil
De donkerbruine schreeuwuil (Megascops watsonii) is een vogel uit de familie Strigidae (uilen).

## Verspreiding en leefgebied
Deze soort komt voor in het Amazonebekken en telt twee ondersoorten:
- M. w. watsonii: noordelijk van de Amazonerivier.
- M. w. usta: zuidelijk van de Amazonerivier.

## Status
De grootte van de populatie is niet gekwantificeerd maar de soort wordt omschreven als algemeen. Op de Rode lijst van de IUCN heeft deze soort de status niet bedreigd.